# جنی وارن
جنی وارن (به انگلیسی: Jenny Warren) یک خواننده زن آمریکایی است که بیشتر به عنوان بنیانگذار گروه تمام زنانه آیرون میدنز شناخته می‌شود.